# Petrea sulphurea
Petrea sulphurea là một loài thực vật có hoa trong họ Cỏ roi ngựa. Loài này được Jans.-Jac. miêu tả khoa học đầu tiên năm 1988.